# Kolmane
Kolmane ist ein Dorf und der Hauptort der Landgemeinde Gorouol in Niger.

## Geographie
Kolmane ist der Hauptort der Landgemeinde Gorouol, die zum Departement Téra in der Region Tillabéri gehört. Das im Zentrum der Landgemeinde gelegene Dorf befindet sich etwa auf halber Strecke zwischen dem Fluss Niger und dem Dorf Yatakala. Es liegt am Fluss Gorouol und besteht aus zwei Ortsteilen, die jeweils von traditionellen Ortsvorstehern (chefs traditionnels) geleitet werden: Kolmane Koira Zéno am linken Flussufer und Kolmane Koira Tégui am rechten Flussufer. Die Siedlung wird zur Übergangszone zwischen Sahel und Sahara gerechnet.

## Geschichte
Nach dem Untergang des Songhaireichs 1591 gehörte Kolmane zu jenen Orten im heutigen Niger, an denen sich Songhai-Flüchtlinge unter einem Nachkommen der ehemaligen Herrscherdynastie Askiya niederließen. Im 19. Jahrhundert wurde Kolmane von Tenguéréguédech, eine Untergruppe der Tuareg, unter ihrem Anführer Elou erobert.
Im Rahmen eines Entwicklungsprogramms für Dünengebiete im Jahr 2001 wurden in Kolmane 17.775 Pflanzen eingesetzt und forstwirtschaftliche Schulungen durchgeführt. Mutmaßliche Dschihadisten griffen am 24. März 2022 bei Kolmane aus einem Hinterhalt einen Armeekonvoi an und töteten sechs Soldaten.

## Bevölkerung
Bei der Volkszählung 2012 hatte Kolmane 1130 Einwohner, die in 138 Haushalten lebten. Bei der Volkszählung 2001 betrug die Einwohnerzahl 887 in 109 Haushalten und bei der Volkszählung 1988 belief sich die Einwohnerzahl auf 3211 in 481 Haushalten.

## Kultur und Sehenswürdigkeiten
Zum Kulturerbe des Dorfes gehören die Ruinen der alten Festung von Kolmane.

## Wirtschaft und Infrastruktur
In Kolmane wird ein Wochenmarkt abgehalten. Der Markttag ist Donnerstag. Mangels entsprechender baulicher Infrastruktur findet der Schulunterricht im Dorf in Strohhütten statt. Kolmane ist über die 15,83 Kilometer lange Route 684, eine einfache Landstraße, mit der Nationalstraße 5 im Dorf Téguey verbunden. In der Regenzeit ist der Ort wegen des schlechten Straßenzustands oft für mehrere Tage von der Außenwelt abgeschnitten.